# 鍋巴

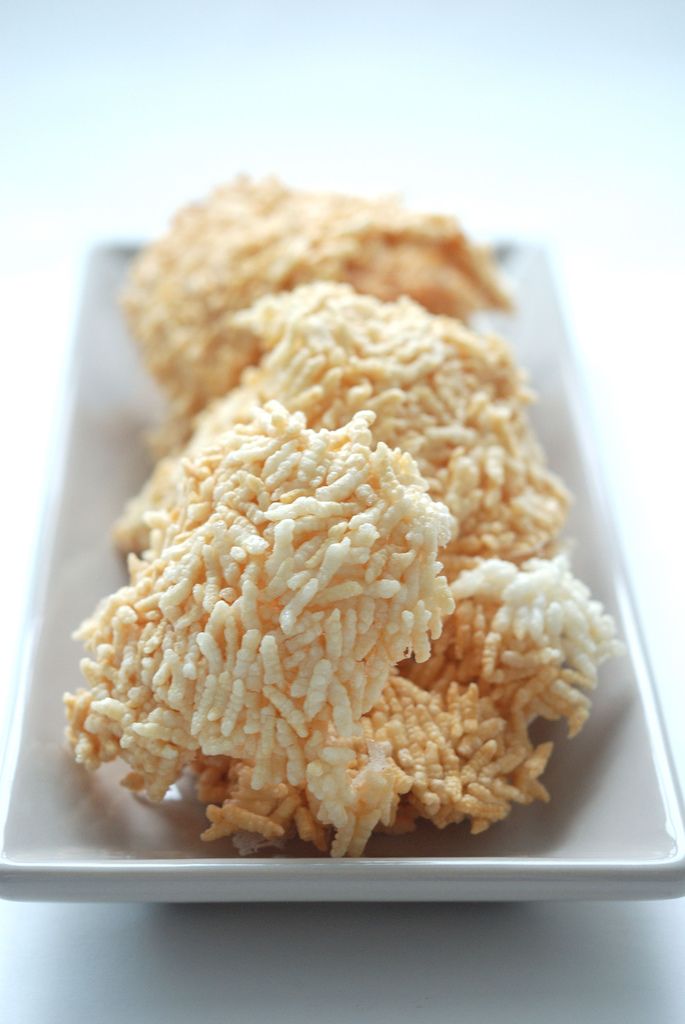
一碟自製的鍋巴

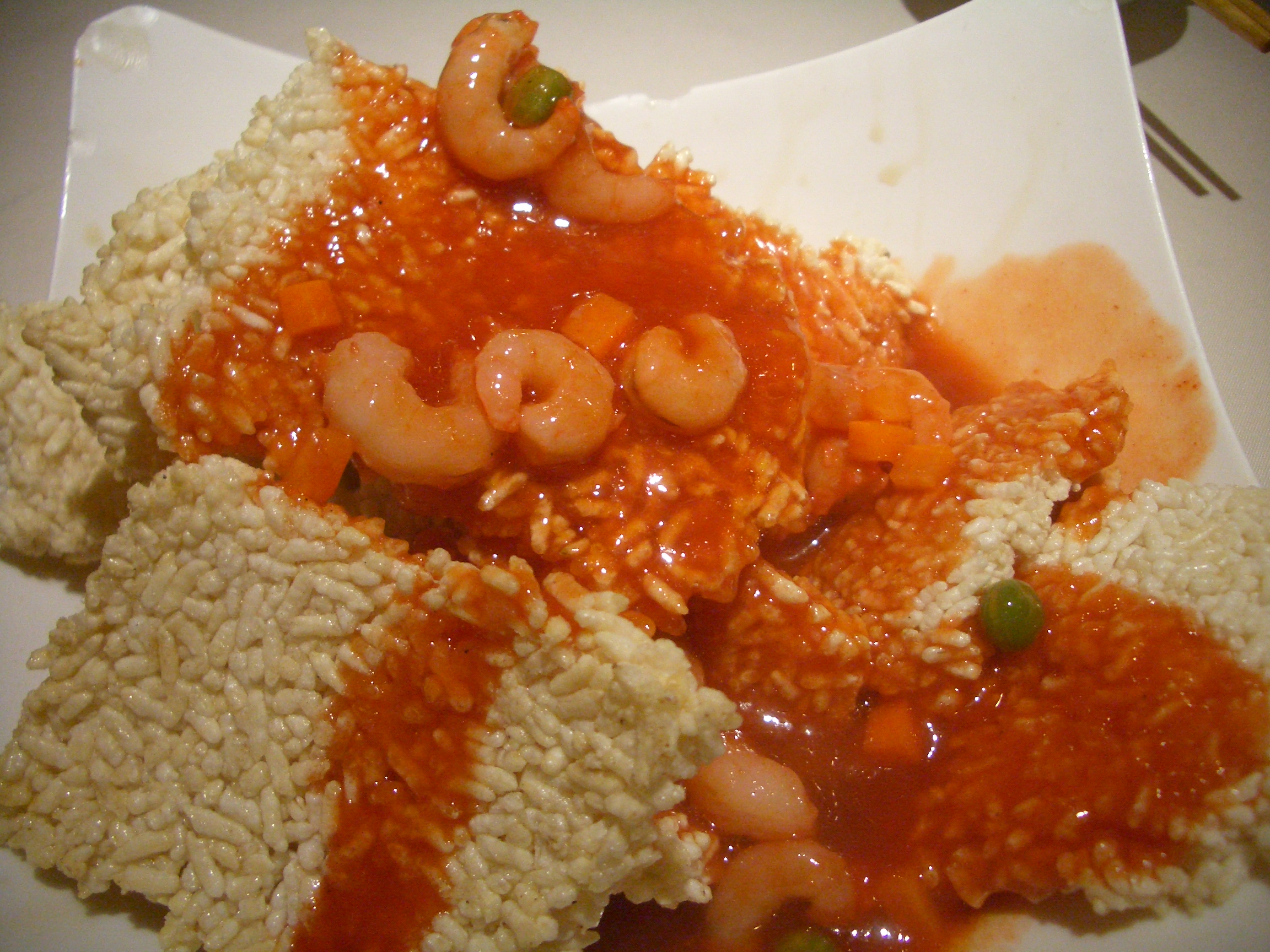
一盤上海式的糖醋鍋巴蝦仁

鍋巴又可稱作米鍋巴，粵語又叫做飯焦，鍋底飯（鎗底飯、鐺底焦飯），是炊飯時黏在鍋底的焦層，一種小吃。通常由米、黃豆、小米等穀物製成，口感略為鬆脆、有些許焦味。是中國北方地區較為常見的一種休閒食品。
一些使用石鍋、鐵鍋或者砂鍋等鍋具高溫烹飪的米飯或者米食（如石鍋拌飯、煲仔飯、釜飯）也同樣會非人為、或者人為的在鍋底產生鍋巴，有時亦被餐廳做為招徠顧客的賣點。
鍋巴也常在川菜中拿來燉菜、煮湯，如鍋巴肉片。